# Miniota
Miniota est une communauté du Manitoba située dans l'ouest de la province et faisant partie de la municipalité rurale de Miniota. Miniota apparu lors de l'ouverture d'un bureau de poste en 1885. Nommé à l'origine Parkisimo, le nom changea pour le nom actuel en 1990. La communauté se situe à l'intersection des routes 24 et 83.

## Référence
- (en) Cet article est partiellement ou en totalité issu de l’article de Wikipédia en anglais intitulé « Miniota, Manitoba » (voir la liste des auteurs).